# Conus litteratus
Conus litteratus (nomeada, em inglês, Lettered Cone) é uma espécie de molusco gastrópode marinho predador do gênero Conus, pertencente à família Conidae. Foi classificada por Carolus Linnaeus em 1758, descrita em sua obra Systema Naturae; sendo nativa do Indo-Pacífico, na zona entremarés. Espécies de moluscos Conidae são potencialmente perigosas ao homem, por apresentar uma glândula de veneno conectada a um mecanismo de disparo de sua rádula, em formato de arpão, dotada de neurotoxinas que podem levar ao óbito. Esta espécie pertence ao subgênero Elisaconus, criado no século XXI, não Lithoconus, como era no século XX.

## Descrição da concha
Conus litteratus possui uma concha cônica, pesada, brilhante e razoavelmente grande, com uma espiral muito baixa, praticamente plana e sem calosidades; com no máximo 17 a 18.5 centímetros de comprimento e de coloração geral branca com faixas em amarelo-alaranjado e com marcações, mais ou menos espaçadas, de cor marrom ou enegrecida por toda a sua superfície, o que a torna extremamente atraente. Abertura estreita, dotada de lábio externo fino e interior branco.

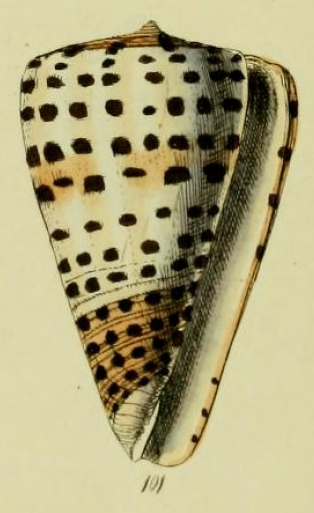
Ilustração de uma concha de C. litteratus, retirada da obra de Sowerby, The Conchological Illustrations or, Coloured Figures of all the Hitherto Unfigured Recent Shells, publicada no século XIX.

## Habitat e distribuição geográfica
Esta espécie é encontrada espalhada no Indo-Pacífico e Pacífico Ocidental, incluindo o Japão (Ryūkyū) ao norte da Austrália Ocidental, território do Norte e principalmente Queensland, em direção às costas da África Oriental, no oceano Índico, incluindo Madagáscar e ilhas Mascarenhas. (TOUITOU & BALLETON não citam sua presença na Polinésia Francesa), a pouca profundidade e em fundos arenosos e coralinos da zona entremarés; também encontrada na zona nerítica, até os 20 metros. É espécie carnívora.